# Demografie Mexikos

Bevölkerungsstruktur von Mexiko (2017)

Mexiko ist mit über 126 Millionen Einwohnern im Jahr 2020 das 11. bevölkerungsreichste Land der Welt. Es ist das bevölkerungsreichste spanischsprachige Land und nach den Vereinigten Staaten und Brasilien das dritt-bevölkerungsreichste Land in Amerika. Während des größten Teils des zwanzigsten Jahrhunderts war die mexikanische Bevölkerung durch ein rasches Wachstum gekennzeichnet. Obwohl diese Tendenz stark gebremst wurde und das durchschnittliche jährliche Bevölkerungswachstum in den letzten fünf Jahren auf weniger als 1 % absank, hat Mexiko immer noch einen großen Anteil an jungen Menschen. Die einwohnerreichste Stadt des Landes ist die Hauptstadt Mexiko-Stadt mit 9,2 Millionen Einwohnern (2020). Die Metropolregion hat 21,3 Millionen Einwohner (2020). Etwa 50 % der Bevölkerung lebt in einer der 55 großen Metropolregionen des Landes. Insgesamt leben rund 80 % der Bevölkerung in städtischen Gebieten und nur 20 % in ländlichen Gebieten, womit Mexiko einen hohen Urbanisierungsgrad aufweist.
2016 lag das Medianalter in Mexiko bei 28 Jahren. Auf 1000 Einwohner kamen 18,5 Geburten und 5,3 Todesfälle. Die Fertilität betrug 2019 noch 2,1 Kinder pro Frau (1970 waren es noch 6 Kinder). Die Lebenserwartung liegt bei knapp 76 Jahren. Die Bevölkerung wird in den nächsten Jahren zu altern beginnen, jedoch aufgrund des noch jungen Durchschnittsalters bis 2050 auf ca. 150 Millionen Personen anwachsen.
Wurde Mexiko im 16. bis zum frühen 20. Jahrhundert noch stark von Migration aus Europa und anderen Gebieten der Welt geprägt, ist es inzwischen vorwiegend ein Auswanderungsland. Die Anzahl der Emigranten beläuft sich auf über 12,6 Millionen, von denen die meisten in den benachbarten Vereinigten Staaten leben. Die Anzahl der Personen im Ausland mit mexikanischer Abstammung wird sogar auf bis zu 30 Millionen Personen geschätzt. In Mexiko selbst waren knapp 0,9 % der Bevölkerung im Ausland geboren. Die meisten Migranten in Mexiko kamen aus zentralamerikanischen Ländern, woher die Immigration nach Mexiko aufgrund der besseren wirtschaftlichen Möglichkeiten in den letzten Jahren anstieg.

## Überblick

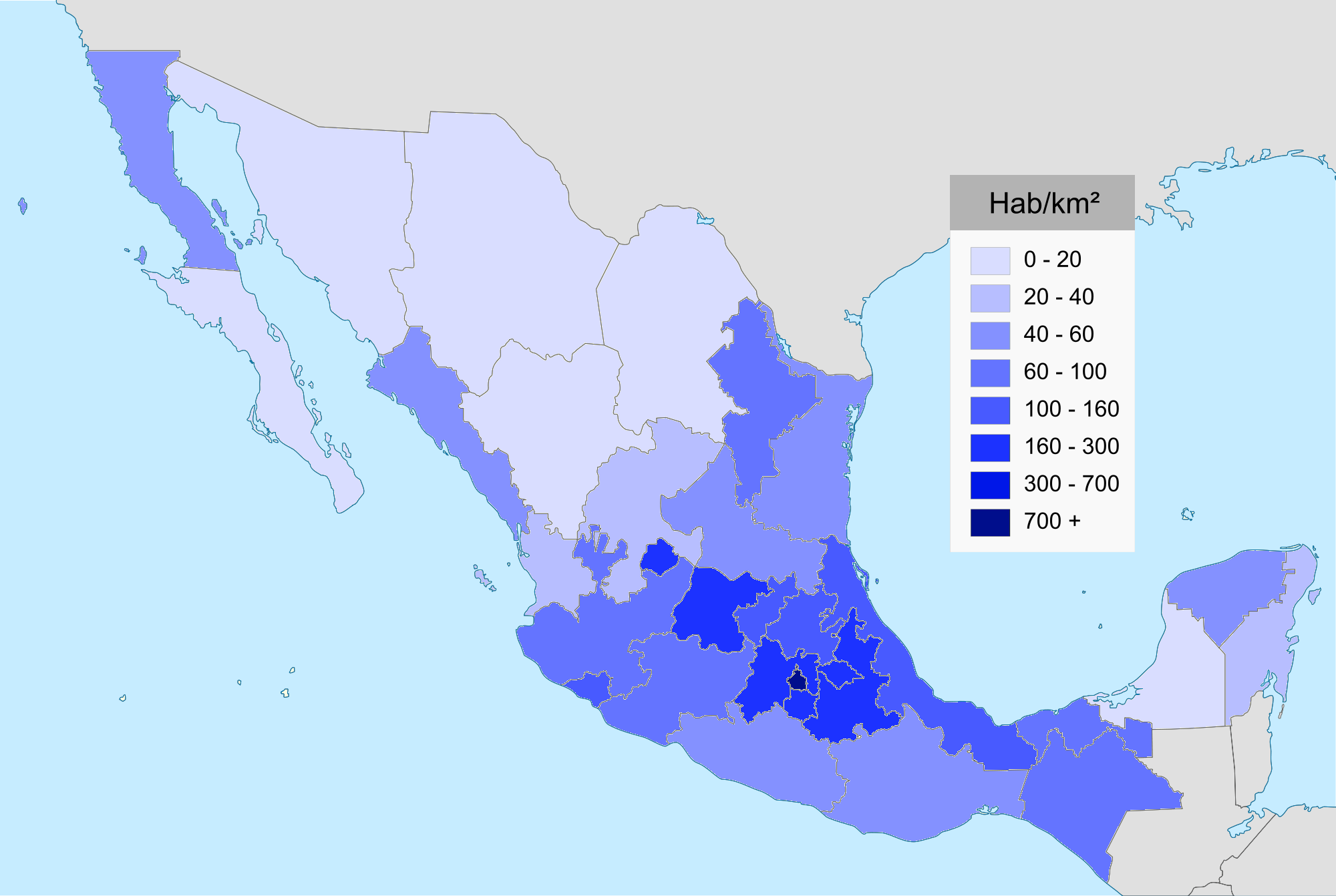
Bevölkerungsdichte in Mexiko (2010)

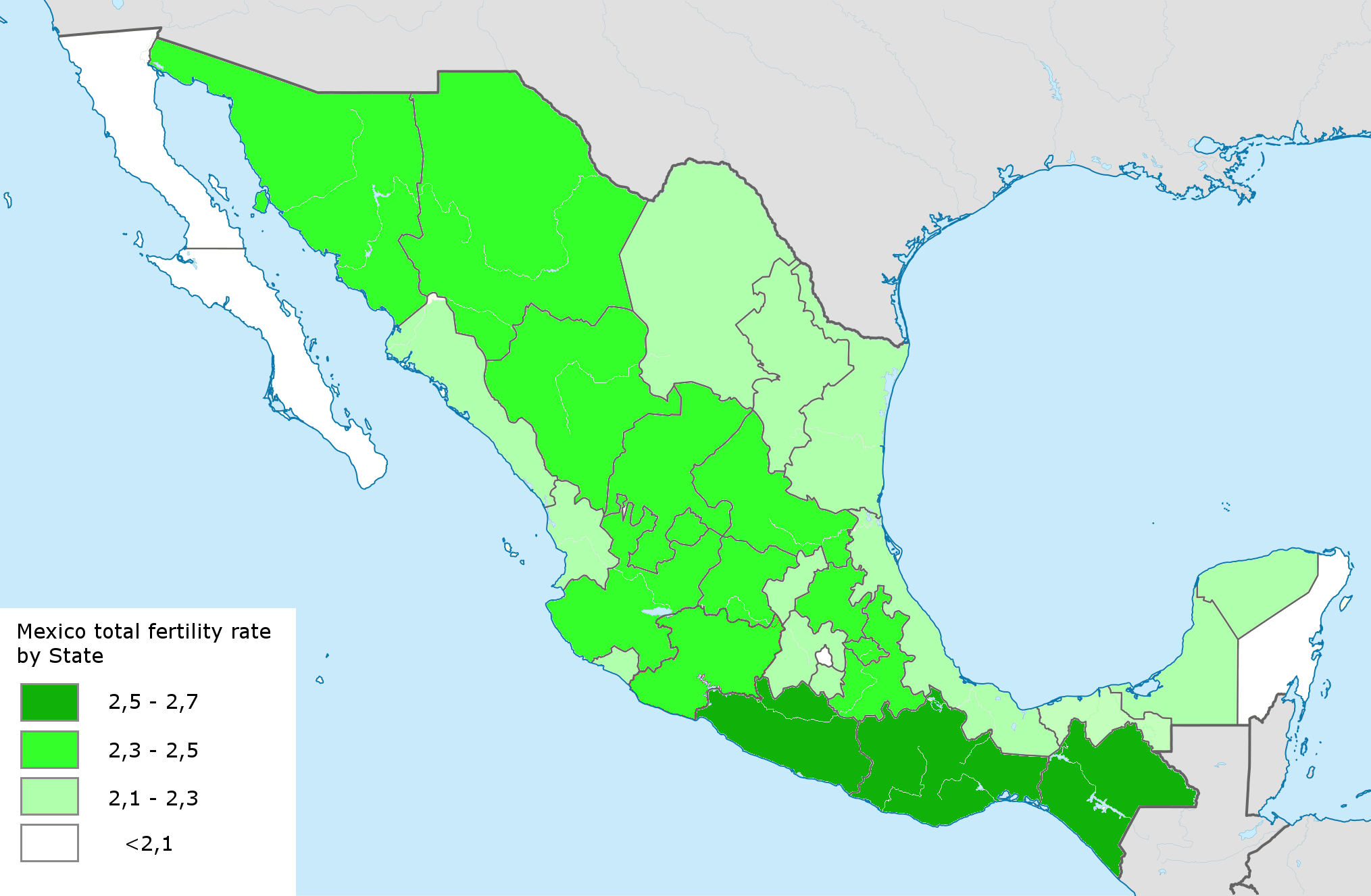
Fertilität in Mexiko (2014)

Lebenserwartung in Mexiko (2007)

Im Jahr 1900 hatte Mexiko 13,6 Millionen Einwohner. In den folgenden Jahrzehnten konnte die Regierung, dank starkem wirtschaftlichen Wachstum, gezielt in das Gesundheitssystem investieren, was die Kindersterblichkeit senkte und die Lebenserwartung erhöhte. Diese beiden Entwicklungen führten zu einem starken demografischen Anstieg zwischen 1930 und 1980. Die jährliche Zuwachsrate der Bevölkerung sank seitdem von einem Höchststand von 3,5 % im Jahr 1965 auf 0,99 % im Jahr 2005. 2009 waren 50 % der Bevölkerung 25 Jahre alt oder jünger. Die Fertilitätsrate sank ebenfalls von 5,7 Kindern pro Frau im Jahr 1976 auf 2,2 im Jahr 2006 und betrug noch 1,9 im Jahr 2017. Die UN geht in ihrer mittleren Bevölkerungsprognose von einer Steigerung der Bevölkerung auf ca. 160 Millionen Einwohner im Jahre 2060 aus, danach wird ein Rückgang der Bevölkerung erwartet.
Das schnellste Bevölkerungswachstum findet derzeit in den nördlichen Bundesstaaten statt aufgrund der wirtschaftlichen Chancen, die sich aus der Grenznähe zu den Vereinigten Staaten ergeben. Die höchsten Geburtenraten verzeichnen die südlichen Bundesstaaten des Landes, die jedoch ein hohes Ausmaß an Abwanderung verzeichnen.
| Alter     | Männlich   | Weiblich   | Gesamt      | %    |
| Gesamt    | 61 473 390 | 64 540 634 | 126 014 024 | 100  |
| 0–4       | 5 077 482  | 4 969 883  | 10 047 365  | 7,97 |
| 5–9       | 5 453 091  | 5 311 288  | 10 764 379  | 8,54 |
| 10–14     | 5 554 260  | 5 389 280  | 10 943 540  | 8,68 |
| 15–19     | 5 462 150  | 5 344 540  | 10 806 690  | 8,57 |
| 20–24     | 5 165 884  | 5 256 211  | 10 422 095  | 8,27 |
| 25–29     | 4 861 404  | 5 131 597  | 9 993 001   | 7,93 |
| 30–34     | 4 527 726  | 4 893 101  | 9 420 827   | 7,47 |
| 35–39     | 4 331 530  | 4 668 746  | 9 020 276   | 7,15 |
| 40–44     | 4 062 304  | 4 441 282  | 8 503 586   | 6,74 |
| 45–49     | 3 812 344  | 4 130 069  | 7 942 413   | 6,30 |
| 50–54     | 3 332 163  | 3 705 360  | 7 037 532   | 5,58 |
| 55–59     | 2 692 976  | 3 002 982  | 5 695 958   | 4,52 |
| 60–64     | 2 257 862  | 2 563 200  | 4 821 062   | 3,82 |
| 65–69     | 1 706 850  | 1 938 227  | 3 645 077   | 2,89 |
| 70–74     | 1 233 492  | 1 413 848  | 2 647 340   | 2,10 |
| 75–79     | 847 898    | 966 684    | 1 814 582   | 1,43 |
| 80–84     | 523 812    | 651 552    | 1 175 364   | 0,93 |
| 85+       | 433 968    | 605 583    | 1 039 551   | 0,82 |
| Unbekannt | 136 194    | 137 192    | 273 386     | 0,21 |

## Ethnische Gruppen

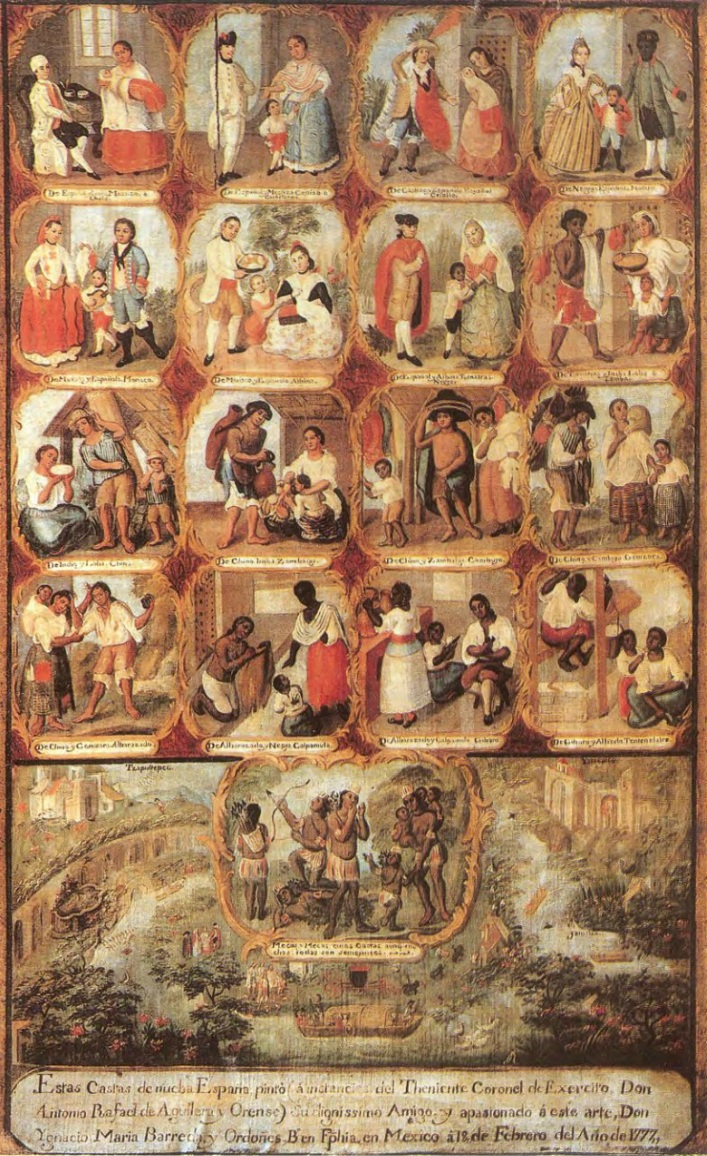
Im 18. Jahrhundert existierte ein auf ethnischer Abstammung basierendes Kastensystem (Bild von 1777)

Mexiko ist ethnisch vielfältig. Der zweite Artikel der mexikanischen Verfassung definiert, dass das Land ein multikultureller Staat ist, der ursprünglich auf den indigenen Völkern basierte und mit dem europäischen Erbe durch den Prozess der Kolonialisierung kombiniert wurde. Seit dem Jahre 1921 stellt der Zensus keine Fragen mehr zur ethnischen Selbstidentifikation. Deswegen kann die heutige ethnische Zusammensetzung des Landes nur geschätzt werden.
Die große Mehrheit der Mexikaner wurde als „Mestizen“ klassifiziert, was im modernen mexikanischen Sprachgebrauch bedeutet, dass sie sich weder mit einer indigenen Kultur noch mit einem spanischen Kulturerbe vollständig identifizieren, sondern eher kulturelle Merkmale aufweisen, die Elemente sowohl der indigenen als auch der spanischen Tradition enthalten. Durch die bewussten Bemühungen postrevolutionärer Regierungen wurde die „Mestizo-Identität“ als Grundlage der modernen mexikanischen nationalen Identität durch einen als Mestizaje bezeichneten Prozess der kulturellen und ethnischen Verschmelzung geschaffen. Eine Kulturschätzung gibt an, dass der Anteil der Mestizen bis zu 90 % beträgt. Paradoxerweise ist das Wort Mestize seit langem aus dem populären mexikanischen Vokabular gefallen, wobei das Wort sogar abwertende Konnotationen haben kann.
Die Kategorie der „indigena“ (indigenen) in Mexiko wurde aufgrund verschiedener Kriterien in der Geschichte definiert. Dies bedeutet, dass der Prozentsatz der mexikanischen Bevölkerung, der als „indigene Bevölkerung“ gezählt wird, gemäß der verwendeten Definition variiert. Laut der jüngsten interzensalen Umfrage der mexikanischen Regierung von 2015 machen indigene Völker 21,5 % der mexikanischen Bevölkerung aus. Bei dieser Gelegenheit wurden Personen, die sich selbst als „Indigene“ identifizierten, und Personen, die sich als „teilweise Indigene“ identifizierten, in die Kategorie der „Indigenen Bevölkerung“ mit eingestuft. Laut dem Zensus von 1921 waren 29 % der Bevölkerung indigen. Beim Zensus von 1793 betrug der Anteil 66 %. Im modernen Mexiko gilt die indigene Bevölkerung als benachteiligt, auch wenn indigene Persönlichkeiten wie Benito Juárez eine wichtige Rolle in Mexikos Geschichte gespielt haben. Den höchsten Anteil an Sprechern von indigenen Sprachen haben die Staaten im Süden von Mexiko.
Europäische Mexikaner sind Bürger mit vollständiger oder mehrheitlicher europäischer Abstammung. Die Europäer kamen während der spanischen Eroberung des Aztekenreiches in Mexiko an und wanderten während des kolonialen und unabhängigen Mexikos weiter in das Land ein. Der größte Teil der europäischen Mexikaner kam zuerst aus Spanien, danach zunehmend auch aus Italien sowie West- und Osteuropa. Personen mit reiner bis vorwiegend europäischer Abstammung werden auf 10 bis 15 Prozent der Bevölkerung geschätzt und stellen nach wie vor einen großen Teil der kulturellen, ökonomischen und politischen Elite des Landes. Den höchsten Anteil an hellhäutigen Personen haben die nördlichen Regionen des Landes, da diese zum Zeitpunkt der Kolonialisierung des Landes noch kaum besiedelt waren.
Mexiko hat kleinere Bevölkerungsgruppen mit arabischer, asiatischer (vorwiegend chinesischer) und afrikanischer Abstammung. Alle diese Gruppen haben einen Bevölkerungsanteil von ca. 1 % oder weniger und sind weitestgehend in die Mehrheitsgesellschaft assimiliert.

## Demografische Statistik seit 1936
Quelle: Instituto Nacional de Estadística y Geografía (INEGI)
Anmerkung: Zu den registrierten Geburten zählen auch Geburten von nicht gebietsansässigen Müttern. Daher werden die Geburtenraten in den letzten zwei Jahrzehnten überschätzt
|      | Bevölkerung(x 1000) | Geburten  | Todesfälle | Natürliche Änderung | Geburtenrate (je 1 000 Einw.) | Sterberate (je 1 000 Einw.) | Änderung (je 1 000 Einw.) | Fertilität pro Frau |
| ---- | ------------------- | --------- | ---------- | ------------------- | ----------------------------- | --------------------------- | ------------------------- | ------------------- |
| 1936 |                     | 786 388   |            |                     |                               |                             |                           |                     |
| 1937 |                     | 820 469   |            |                     |                               |                             |                           |                     |
| 1938 |                     | 822 586   |            |                     | 43,5                          |                             |                           |                     |
| 1939 |                     | 857 951   |            |                     | 44,6                          |                             |                           |                     |
| 1940 | 19 763              | 875 471   |            |                     | 44,3                          |                             |                           |                     |
| 1941 | 20 208              | 878 935   |            |                     | 43,5                          |                             |                           |                     |
| 1942 | 20 657              | 940 067   |            |                     | 45,5                          |                             |                           |                     |
| 1943 | 21 165              | 963 317   |            |                     | 45,5                          |                             |                           |                     |
| 1944 | 21 674              | 958 119   |            |                     | 44,2                          |                             |                           |                     |
| 1945 | 22 233              | 999 093   |            |                     | 44,9                          |                             |                           |                     |
| 1946 | 22 779              | 994 838   | 442 935    | 551 903             | 43,7                          | 19,4                        | 24,3                      |                     |
| 1947 | 23 440              | 1 079 816 | 390 087    | 689 729             | 46,1                          | 16,6                        | 29,5                      |                     |
| 1948 | 24 129              | 1 090 867 | 407 708    | 683 159             | 44,7                          | 16,9                        | 27,8                      |                     |
| 1949 | 24 833              | 1 109 446 | 438 970    | 670 476             | 46,0                          | 17,7                        | 28,3                      |                     |
| 1950 | 28 296              | 1 174 947 | 418 430    | 756 517             | 41,5                          | 14,8                        | 26,7                      |                     |
| 1951 | 29 110              | 1 183 788 | 458 238    | 725 550             | 40,7                          | 15,7                        | 24,9                      |                     |
| 1952 | 29 980              | 1 195 209 | 408 823    | 786 386             | 39,9                          | 13,6                        | 26,2                      |                     |
| 1953 | 30 904              | 1 261 775 | 446 127    | 815 648             | 40,8                          | 14,4                        | 26,4                      |                     |
| 1954 | 31 880              | 1 339 837 | 378 752    | 961 085             | 42,0                          | 11,9                        | 30,1                      |                     |
| 1955 | 32 906              | 1 377 917 | 407 522    | 970 395             | 41,9                          | 12,4                        | 29,5                      |                     |
| 1956 | 33 978              | 1 427 722 | 368 740    | 1 058 982           | 42,0                          | 10,9                        | 31,2                      |                     |
| 1957 | 35 095              | 1 485 202 | 414 545    | 1 070 657           | 42,3                          | 11,8                        | 30,5                      |                     |
| 1958 | 36 253              | 1 447 578 | 404 529    | 1 043 049           | 39,9                          | 11,2                        | 28,8                      |                     |
| 1959 | 37 448              | 1 589 606 | 396 924    | 1 192 682           | 42,4                          | 10,6                        | 31,8                      |                     |
| 1960 | 38 677              | 1 608 174 | 402 545    | 1 205 629           | 41,6                          | 10,4                        | 31,2                      |                     |
| 1961 | 39 939              | 1 647 006 | 388 857    | 1 258 149           | 41,2                          | 9,7                         | 31,5                      |                     |
| 1962 | 41 234              | 1 705 481 | 403 046    | 1 302 435           | 41,4                          | 9,8                         | 31,6                      |                     |
| 1963 | 42 564              | 1 756 624 | 412 834    | 1 343 790           | 41,3                          | 9,7                         | 31,6                      |                     |
| 1964 | 43 931              | 1 849 408 | 408 275    | 1 441 133           | 42,1                          | 9,3                         | 32,8                      |                     |
| 1965 | 45 339              | 1 888 171 | 404 163    | 1 484 008           | 41,6                          | 8,9                         | 32,7                      |                     |
| 1966 | 46 784              | 1 954 340 | 424 141    | 1 530 199           | 41,8                          | 9,1                         | 32,7                      |                     |
| 1967 | 48 264              | 1 981 363 | 420 298    | 1 561 065           | 41,1                          | 8,7                         | 32,3                      |                     |
| 1968 | 49 788              | 2 058 251 | 452 910    | 1 605 341           | 41,3                          | 9,1                         | 32,2                      |                     |
| 1969 | 51 361              | 2 037 561 | 458 886    | 1 578 675           | 39,7                          | 8,9                         | 30,7                      |                     |
| 1970 | 52 988              | 2 132 630 | 485 656    | 1 646 974           | 40,2                          | 9,2                         | 31,1                      |                     |
| 1971 | 54 669              | 2 231 399 | 458 323    | 1 773 076           | 40,8                          | 8,4                         | 32,4                      |                     |
| 1972 | 56 396              | 2 346 002 | 476 206    | 1 869 796           | 41,6                          | 8,4                         | 33,2                      |                     |
| 1973 | 58 156              | 2 572 287 | 458 915    | 2 113 372           | 44,2                          | 7,9                         | 36,3                      |                     |
| 1974 | 59 931              | 2 522 580 | 433 104    | 2 089 476           | 42,1                          | 7,2                         | 34,9                      |                     |
| 1975 | 61 708              | 2 254 497 | 435 888    | 1 818 609           | 36,5                          | 7,1                         | 29,5                      |                     |
| 1976 | 63 486              | 2 366 305 | 455 660    | 1 910 645           | 37,3                          | 7,2                         | 30,1                      | 5,7                 |
| 1977 | 65 261              | 2 379 327 | 450 454    | 1 928 873           | 36,5                          | 6,9                         | 29,6                      |                     |
| 1978 | 67 013              | 2 346 862 | 418 381    | 1 928 481           | 35,0                          | 6,2                         | 28,8                      |                     |
| 1979 | 68 715              | 2 274 267 | 428 217    | 1 846 050           | 33,1                          | 6,2                         | 26,9                      |                     |
| 1980 | 70 353              | 2 446 238 | 434 465    | 2 011 773           | 34,8                          | 6,2                         | 28,6                      |                     |
| 1981 | 71 916              | 2 530 662 | 424 274    | 2 106 388           | 35,2                          | 5,9                         | 29,3                      | 4,4                 |
| 1982 | 73 416              | 2 392 849 | 412 345    | 1 980 504           | 32,6                          | 5,6                         | 27,0                      |                     |
| 1983 | 74 880              | 2 609 088 | 413 403    | 2 195 685           | 34,8                          | 5,5                         | 29,3                      |                     |
| 1984 | 76 351              | 2 511 894 | 410 550    | 2 101 344           | 32,9                          | 5,4                         | 27,5                      |                     |
| 1985 | 77 859              | 2 655 671 | 414 003    | 2 241 668           | 34,1                          | 5,3                         | 28,8                      |                     |
| 1986 | 79 410              | 2 577 045 | 400 079    | 2 176 966           | 32,5                          | 5,0                         | 27,4                      |                     |
| 1987 | 80 999              | 2 794 390 | 400 280    | 2 394 110           | 34,5                          | 4,9                         | 29,6                      | 3,8                 |
| 1988 | 82 635              | 2 622 031 | 412 987    | 2 209 044           | 31,7                          | 5,0                         | 26,7                      |                     |
| 1989 | 84 327              | 2 620 262 | 423 304    | 2 196 958           | 31,1                          | 5,0                         | 26,1                      |                     |
| 1990 | 86 077              | 2 735 312 | 422 803    | 2 312 509           | 31,8                          | 4,9                         | 26,9                      | 3,47                |
| 1991 | 87 890              | 2 756 447 | 411 131    | 2 345 316           | 31,4                          | 4,7                         | 26,7                      | 3,37                |
| 1992 | 89 758              | 2 797 397 | 409 814    | 2 387 583           | 31,2                          | 4,6                         | 26,6                      | 3,27                |
| 1993 | 91 654              | 2 839 686 | 416 335    | 2 423 351           | 31,0                          | 4,5                         | 26,4                      | 3,18                |
| 1994 | 93 542              | 2 904 389 | 419 074    | 2 485 315           | 31,0                          | 4,5                         | 26,6                      | 3,10                |
| 1995 | 95 393              | 2 750 444 | 430 278    | 2 320 166           | 28,8                          | 4,5                         | 24,3                      | 3,02                |
| 1996 | 97 202              | 2 707 718 | 436 321    | 2 271 397           | 27,9                          | 4,5                         | 23,4                      | 2,95                |
| 1997 | 98 969              | 2 698 425 | 440 437    | 2 257 988           | 27,3                          | 4,5                         | 22,8                      | 2,88                |
| 1998 | 100 679             | 2 668 429 | 444 665    | 2 223 764           | 26,5                          | 4,4                         | 22,1                      | 2,82                |
| 1999 | 102 317             | 2 769 089 | 443 950    | 2 325 139           | 27,1                          | 4,3                         | 22,7                      | 2,77                |
| 2000 | 103 874             | 2 798 339 | 437 667    | 2 360 672           | 26,9                          | 4,2                         | 22,7                      | 2,72                |
| 2001 | 105 340             | 2 767 610 | 443 127    | 2 324 483           | 26,3                          | 4,2                         | 22,1                      | 2,67                |
| 2002 | 106 724             | 2 699 084 | 459 687    | 2 239 397           | 25,3                          | 4,3                         | 21,0                      | 2,62                |
| 2003 | 108 056             | 2 655 894 | 472 140    | 2 183 754           | 24,6                          | 4,4                         | 20,2                      | 2,58                |
| 2004 | 109 382             | 2 625 056 | 473 417    | 2 151 639           | 24,0                          | 4,3                         | 19,7                      | 2,54                |
| 2005 | 110 732             | 2 567 906 | 495 240    | 2 072 666           | 23,2                          | 4,5                         | 18,7                      | 2,50                |
| 2006 | 112 117             | 2 505 939 | 494 471    | 2 011 468           | 22,4                          | 4,4                         | 17,9                      | 2,46                |
| 2007 | 113 530             | 2 655 083 | 514 420    | 2 140 663           | 23,4                          | 4,5                         | 18,9                      | 2,42                |
| 2008 | 114 968             | 2 636 110 | 539 530    | 2 096 580           | 22,9                          | 4,7                         | 18,2                      | 2,39                |
| 2009 | 116 423             | 2 577 214 | 564 673    | 2 012 541           | 22,1                          | 4,9                         | 17,3                      | 2,36                |
| 2010 | 114 255             | 2 643 908 | 592 018    | 2 051 890           | 23,1                          | 5,2                         | 17,9                      | 2,34                |
| 2011 | 115 683             | 2 586 287 | 590 693    | 1 995 594           | 22,3                          | 5,1                         | 17,2                      | 2,32                |
| 2012 | 117 054             | 2 498 880 | 602 354    | 1 896 526           | 21,3                          | 5,1                         | 16,2                      | 2,29                |
| 2013 | 118 395             | 2 478 889 | 623 599    | 1 855 290           | 20,9                          | 5,3                         | 15,6                      | 2,27                |
| 2014 | 119 713             | 2 463 420 | 633 641    | 1 829 779           | 20,5                          | 5,3                         | 15,2                      | 2,24                |
| 2015 | 121 005             | 2 353 596 | 655 694    | 1 697 902           | 19,4                          | 5,4                         | 14,0                      | 2,22                |
| 2016 | 122 298             | 2 293 708 | 685 763    | 1 607 945           | 18,8                          | 5,6                         | 13,2                      | 2,19                |
| 2017 | 123 415             | 2 234 039 | 703 047    | 1 530 992           | 18,1                          | 5,8                         | 12,3                      | 2,17                |
| 2018 | 124 738             | 2 162 535 | 722 611    | 1 439 924           | 17,3                          | 5,8                         | 11,5                      | 2,14                |
| 2019 | 125 930             | 2 092 214 | 747 784    | 1 344 430           | 16,5                          | 5,9                         | 10,6                      | 2,09                |
| 2020 | 126 014             | 1 629 211 | 1 086 094  | 543 117             | 12,9                          | 8,6                         | 4,3                       |                     |

Sprachen

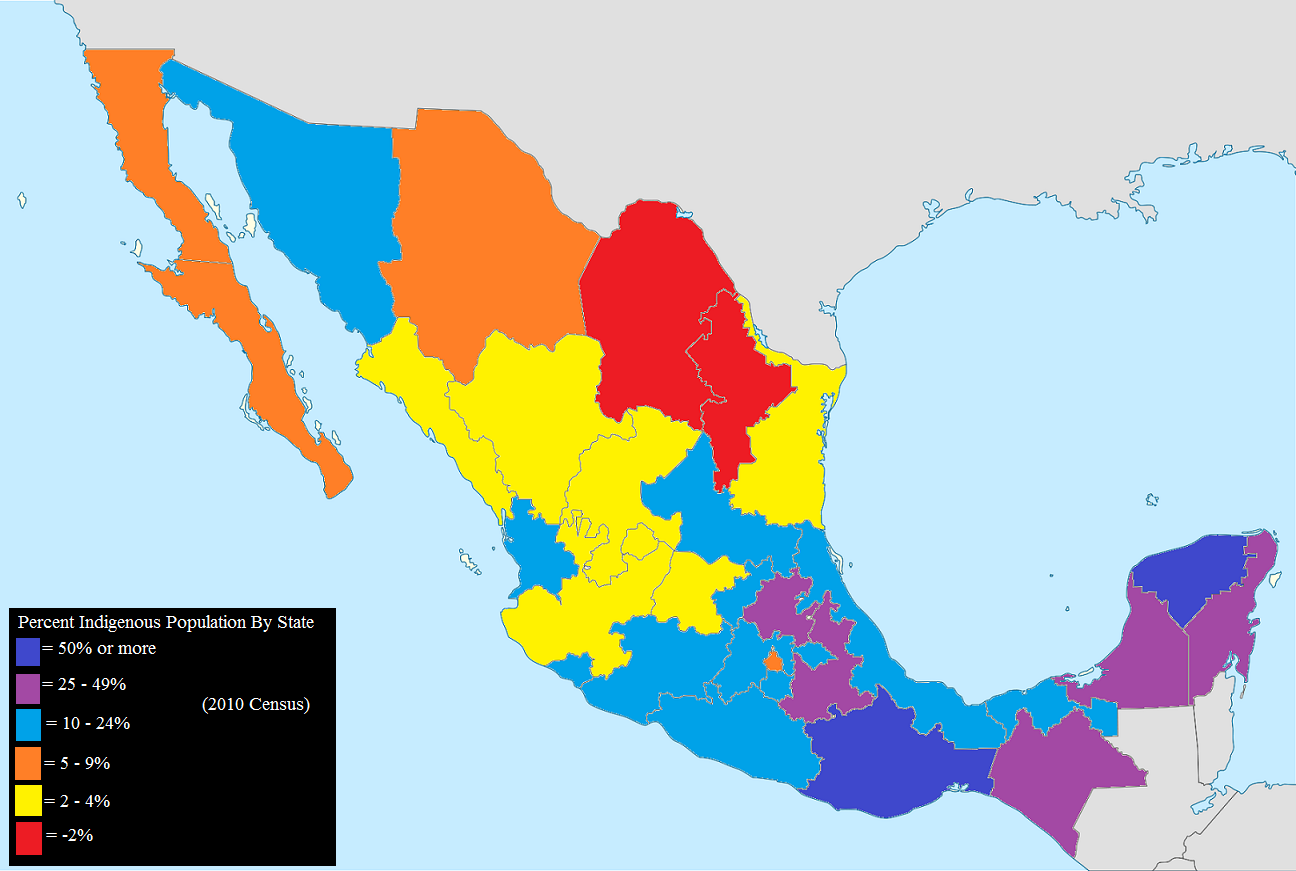
Anteil indigene Bevölkerung in Mexiko (2010)

Die überwältigende Mehrheit der Mexikaner benutzt Spanisch als Alltags- und Verkehrssprache. In Mexiko werden zudem etliche indigene Sprachen gesprochen, von denen Mexiko seit 2003 gesetzlich 62 als „Nationalsprachen“ (lenguas nacionales) anerkennt. Die am meisten gesprochenen indigenen Sprachen sind Nahuatl mit über 1,6 Millionen (verstreut über mehrere Bundesstaaten) und Mayathan (Maya auf der Halbinsel Yucatán) mit fast 900.000 Sprechern. Weitere wichtige Sprachen sind Mixtekisch (etwa 500.000), Tzeltal (etwa 470.000), Zapotekisch (etwa 460.000) und Tzotzil (etwa 430.000). Es gibt insgesamt 16 indigene Sprachen mit mehr als 100.000 Sprechern in Mexiko, mehr als in jedem anderen Land Amerikas. Mit etwa zehn Millionen Sprechern indigener Sprachen hat Mexiko die zweitgrößte absolute Anzahl indigener Sprecher in Amerika nach Peru.
Zu den Sprachen, die von Einwanderern ins Land gebracht wurden, zählt das mennonitische Niederdeutsch in Durango und Chihuahua. Andere Sprachen, die in Mexiko gesprochen werden, sind Französisch, Deutsch, Russisch, Arabisch, Okzitanisch, Katalanisch, Baskisch, Galicisch, Asturisch, Chinesisch, Hebräisch, Koreanisch, Ladino, Plautdietsch, Armenisch und Italienisch. Aufgrund der Nähe zu den USA und der großen mexikanischen Diaspora in diesem Land ist Englisch als Zweitsprache verbreitet.
| Sprache                       | Anteil |
| ----------------------------- | ------ |
| nur spanisch                  | 92,7 % |
| spanisch und indigene Sprache | 5,7 %  |
| nur indigene Sprache          | 0,8 %  |
| unspezifiziert                | 0,8 %  |

## Religion
Die mexikanische Bevölkerung ist überwiegend katholisch (78 % der Bevölkerung ab fünf Jahren laut Volkszählung von 2020), obwohl der Prozentsatz derjenigen, die wöchentlich die Kirche besuchen, geringer ist (46 % im Jahr 2006). Etwa 11,2 % der Bevölkerung sind evangelikal oder evangelisch oder als "nicht-evangelikal-christlich (eine Klassifizierung, die Adventisten, Mormonen und Zeugen Jehovas zusammenfasst), 0,05 % als praktizierende Juden und 10,6 % als ohne Religion. Die größte Gruppe von Protestanten sind Pfingstler und Charismatiker (klassifiziert als Neu-Pfingstler). Im Gegensatz zu einigen anderen Ländern Lateinamerikas oder Iberoamerikas trennt die mexikanische Verfassung von 1857 Kirche und Staat sehr klar. Der Staat stellt zudem keine wirtschaftlichen Ressourcen für die Kirche bereit (wie dies z. B. in Spanien und Argentinien der Fall ist).
Der Prozentsatz der Katholiken im Verhältnis zur Gesamtbevölkerung ist weiterhin insgesamt rückläufig, während die evangelikale Bevölkerung stetig wächst.

## Gesundheit
Die gesundheitliche Lage der Bevölkerung hat sich in den letzten Jahrzehnten deutlich verbessert. Trotz des starken Bevölkerungswachstums wurde Unterernährung beinahe vollständig besiegt. 2016 waren noch knapp 3,9 % der Kinder unter 5 Jahren untergewichtig. Im selben Jahr waren bereits 28,9 % der Erwachsenen stark übergewichtig, was ein zunehmendes Gesundheitsrisiko darstellt. Die durchschnittliche Lebenserwartung beider Geschlechter in Mexiko stieg von 25 Jahren im Jahr 1900 auf 50,7 Jahre im Jahr 1950 und schließlich auf über 75 Jahre heute an.

### Historische Entwicklung der Lebenserwartung
1893 bis 1950. Quelle: Our World In Data
| Jahr                      | 1893 | 1894 | 1895 | 1896 | 1897 | 1898 | 1899 | 1900 | 1901 | 1902 | 1903 | 1904 | 1905 | 1906 | 1907 | 1908 | 1909 | 1910 |
| ------------------------- | ---- | ---- | ---- | ---- | ---- | ---- | ---- | ---- | ---- | ---- | ---- | ---- | ---- | ---- | ---- | ---- | ---- | ---- |
| Lebenserwartung in Mexiko | 23,3 | 26,6 | 29,5 | 28,8 | 26,2 | 27,0 | 25,0 | 25,0 | 26,7 | 28,4 | 28,7 | 29,1 | 26,8 | 27,8 | 28,0 | 28,7 | 29,2 | 28,0 |

| Jahr                      | 1920 | 1922 | 1923 | 1924 | 1925 | 1926 | 1927 | 1928 | 1929 | 1930 |
| ------------------------- | ---- | ---- | ---- | ---- | ---- | ---- | ---- | ---- | ---- | ---- |
| Lebenserwartung in Mexiko | 34,0 | 32,6 | 33,5 | 32,8 | 32,1 | 34,2 | 40,3 | 34,5 | 35,4 | 34,0 |

| Jahr                      | 1931 | 1932 | 1933 | 1934 | 1935 | 1936 | 1937 | 1938 | 1939 | 1940 |
| ------------------------- | ---- | ---- | ---- | ---- | ---- | ---- | ---- | ---- | ---- | ---- |
| Lebenserwartung in Mexiko | 37,7 | 38,4 | 37,3 | 38,2 | 40,4 | 38,3 | 36,8 | 39,4 | 45,5 | 39,0 |

| Jahr                      | 1941 | 1942 | 1943 | 1944 | 1945 | 1946 | 1947 | 1948 | 1949 | 1950 |
| ------------------------- | ---- | ---- | ---- | ---- | ---- | ---- | ---- | ---- | ---- | ---- |
| Lebenserwartung in Mexiko | 42,6 | 39,8 | 42,8 | 43,2 | 44,2 | 44,8 | 46,3 | 48,3 | 45,8 | 50,7 |

1950 bis 2015. Quelle: UN World Population Prospects
| Zeitraum  | Lebenserwartung in Jahren | Zeitraum  | Lebenserwartung in Jahren |
| --------- | ------------------------- | --------- | ------------------------- |
| 1950–1955 | 50,7                      | 1985–1990 | 69,9                      |
| 1955–1960 | 55,3                      | 1990–1995 | 71,9                      |
| 1960–1965 | 58,5                      | 1995–2000 | 73,7                      |
| 1965–1970 | 60,3                      | 2000–2005 | 74,9                      |
| 1970–1975 | 62,6                      | 2005–2010 | 75,7                      |
| 1975–1980 | 65,3                      | 2010–2015 | 76,5                      |
| 1980–1985 | 67,8                      |           |                           |

## Alphabetisierung
Die Alphabetisierungsrate betrug 2016 94,9 % und war damit eine der höchsten in Lateinamerika.
- Männer: 95,8 %

- Frauen: 94,0 %

Die höchste Alphabetisierung unter den Verwaltungseinheiten Mexikos hatten im Jahre 2005 Mexiko-Stadt (97 %) und Nuevo León (96,6 %). Die niedrigste Rate wiesen Guerrero (78,4 %) und Chiapas (77,0 %) auf.